# 何塞同志
维克多·奎斯佩·帕洛米诺（西班牙語：Victor Quispe Palomino；1960年8月1日—），化名何塞同志，是秘鲁军事化共产党的领袖。秘鲁军事化共产党目前活跃于VRAEM地区。
截至2007年11月晚，奎斯佩·帕洛米诺被秘鲁反恐局悬赏为VRAEM地区十大通缉犯之一。2008年，根据获得的内部文件显示，奎斯佩·帕洛米诺自称为贡萨罗的继承者。
2009年5月31日，奎斯佩·帕洛米诺在采访中宣布为秘鲁共产党的行动负责，自称为卢卡纳马卡惨案的参与者。同时，他自称自己的父母都是秘鲁共产党成员，父亲在交战中阵亡，母亲被捕。2018年，奎斯佩·帕洛米诺宣布同贡萨罗和秘鲁共产党决裂，正式成立秘鲁军事化共产党。
美国国务院目前对奎斯佩·帕洛米诺的情报悬赏五百万美金。